# غطاس متوج

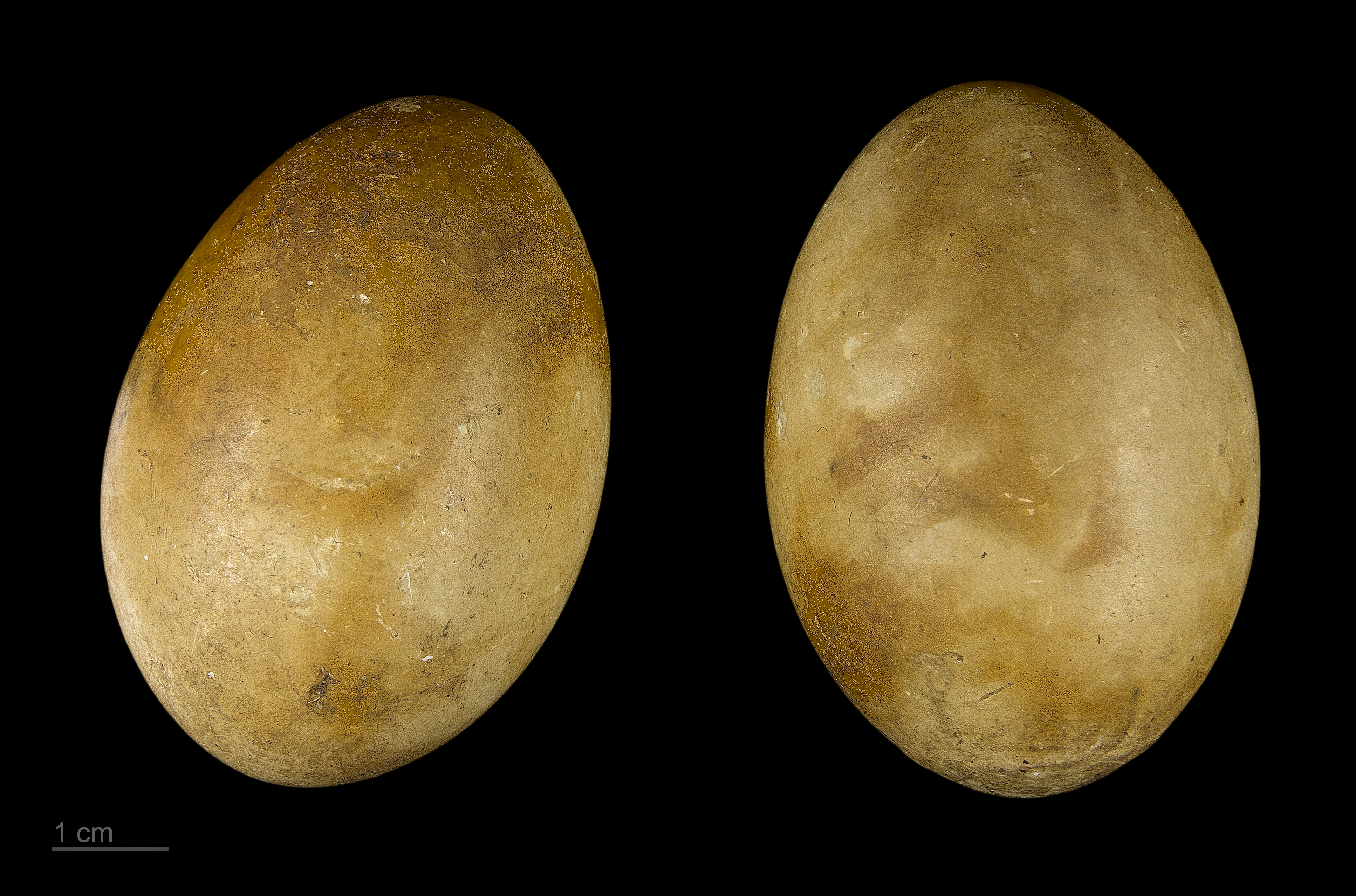
Podiceps cristatus

غطاس متوج أو غطاس متوج كبير (الاسم العلمي: Podiceps cristatus) (بالإنجليزية: Great Crested Grebe)‏ هو نوع من الطيور يتبع جنس الغطاس من الفصيلة الغطاسية.